# Relations entre la Bulgarie et la Slovénie
Les relations entre la Bulgarie et la Slovénie sont de l'ordre des relations extérieures. La Bulgarie a une ambassade à Ljubljana tandis que la Slovénie est représentée en Bulgarie par son ambassade à Budapest, en Hongrie. Ces deux pays sont en outre des membres à part entière de l'OTAN et de l'Union européenne.